# Acanthemblemaria johnsoni
Acanthemblemaria johnsoni är en fiskart som beskrevs av Almany och Baldwin, 1996. Acanthemblemaria johnsoni ingår i släktet Acanthemblemaria och familjen Chaenopsidae. Inga underarter finns listade i Catalogue of Life.